# Istoria Internetului

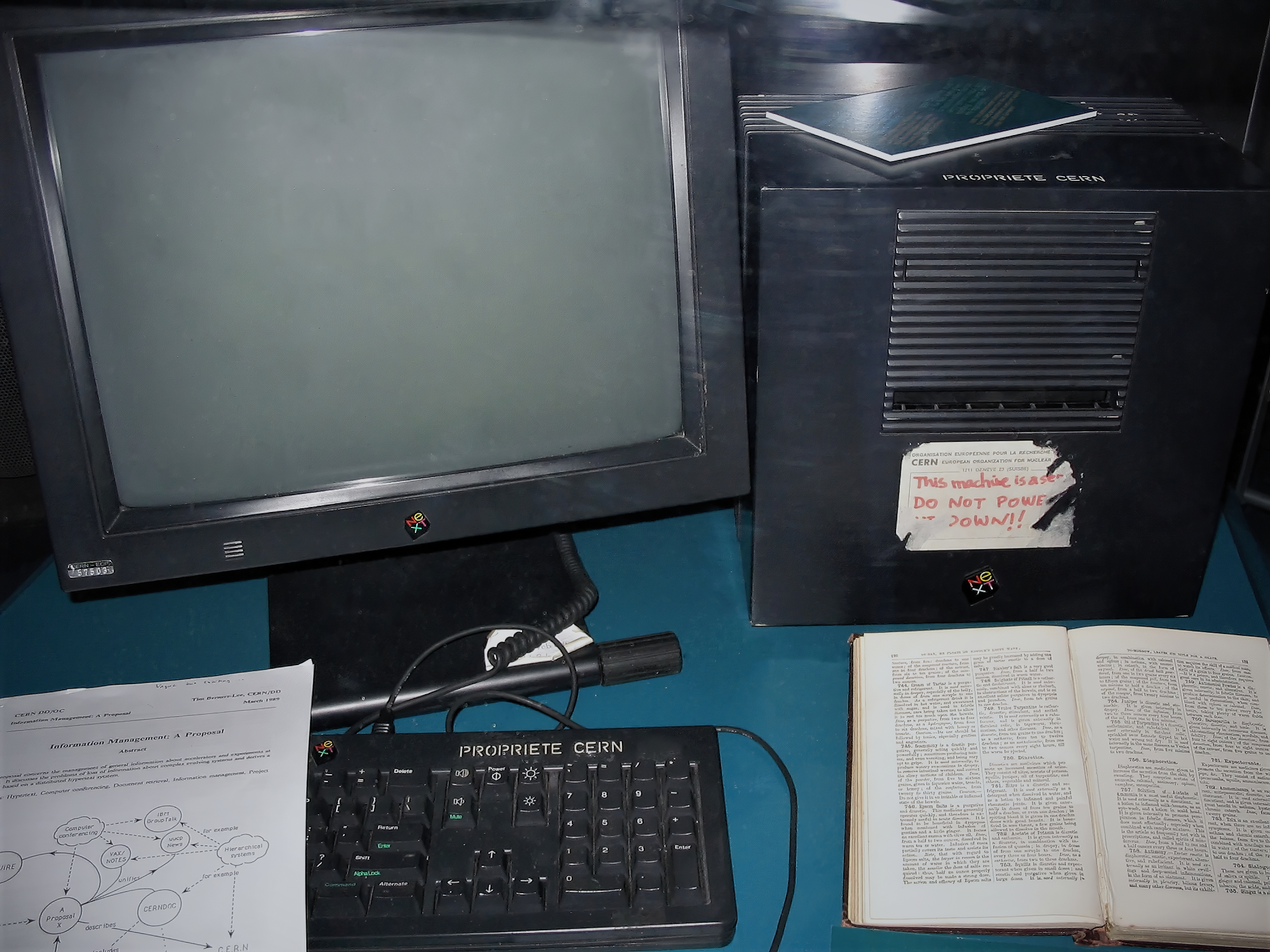
Primul server web -aflat în prezent la Muzeul CERN- pe care se află o etichetă cu textul "This machine is a server. DO NOT POWER IT DOWN!!", în traducere:" Acest aparat este un server. NU-L OPRIȚI!! "

Istoria Internetului începe odată cu dezvoltarea timpurie a calculatoarelor și a rețelelor de comunicații (1969) și poate fi împărțită în mai multe etape. Ideea unei rețele de calculatoare destinate să permită comunicarea generală între utilizatorii aflați la diferite calculatoare a depins de evoluțiile tehnologice și de fuziune a infrastructurii sistemelor și a rețelelor existente de telecomunicații. Prima descriere documentată despre interacțiunile sociale care ar apărea prin crearea unor rețele (networking) este conținută într-o serie de note scrise de J.C.R. Licklider de la Institutul de Tehnologie din Massachusetts, în august 1962, în care Licklider a discutat conceptul de Galactic Network - rețea galactică.

## Cronologie
| An   | Eveniment |
| ---- | --- |
| 1958 | Compania BELL a creat primul modem care să poată transmite date binare pe o linie telefonică simplă.                                                             |
| 1961 | Leonard Kleinrock de la MIT publică prima teorie cu privire la utilizarea comutației de pachete pentru transfer de date.                                         |
| 1962 | Încep investigații ARPA, o agenție a Ministerului Apărării din SUA, în care J.C.R. Licklider își apără cu succes ideile privind o rețea globală de calculatoare. |
| 1964 | Leonard Kleinrock de la MIT publică o carte despre comunicarea prin comutației de pachete pentru implementarea unei rețele.                                      |
| 1967 | Prima conferință pe ARPANET. |
| 1969 | Conectarea primelor calculatoare între patru universități americane prin Interface Message Processor de către Leonard Kleinrock.                                 |
| 1971 | 23 de calculatoare sunt conectate la ARPANET. Trimiterea primului e-mail de către Ray Tomlinson.                                                                 |
| 1972 | Este creat InterNetworking Working Group, organizația responsabilă cu gestionarea Internetului.                                                                  |
| 1973 | Anglia și Norvegia se conectează la Internet, fiecare cu câte un calculator.                                                                                     |
| 1979 | Crearea de NewsGroups (forumuri de discuții) pentru studenții americani.                                                                                         |
| 1982 | Definirea protocolului TCP/IP și a cuvântului Internet. |
| 1983 | Primele site-uri de nume de server. |
| 1984 | 1000 de calculatoare conectate. |
| 1987 | 10.000 de calculatoare conectate. |
| 1989 | 100.000 de calculatoare conectate. |
| 1990 | Dispariția ARPANET. |
| 1991 | Se anunță public World Wide Web. |
| 1992 | 1 milion de calculatoare conectate. |
| 1993 | Apariția primului browser web NCSA Mosaic. |
| 1996 | 10 milioane de computere conectate. |
| 2000 | Explozia bulei dotcom. (368.540.000 de calculatoare) |